# Árni Þór Árnason
Árni Þór Árnason (ur. 15 stycznia 1961 w Reykjavíku) – islandzki alpejczyk.
W 1982 został mistrzem kraju w slalomie gigancie z czasem 2:25,48.
W 1983 ponownie wziął udział w mistrzostwach kraju. Zwyciężył w slalomie z czasem 1:31,49, a także był 8. w slalomie gigancie z czasem 1:45,98.
Brał udział w zimowych igrzyskach w 1984, na których startował w slalomie i slalomie gigancie. W slalomie gigancie zajął 40. miejsce z czasem 3:01,26, a slalomu nie ukończył. Był najstarszym Islandczykiem na tych igrzyskach.
W 1984 wygrał też mistrzostwa kraju w slalomie z czasem 1:31,48.